# Baikiaea plurijuga
Baikiaea plurijuga är en ärtväxtart som beskrevs av Hermann August Theodor Harms. Baikiaea plurijuga ingår i släktet Baikiaea och familjen ärtväxter. IUCN kategoriserar arten globalt som nära hotad. Inga underarter finns listade i Catalogue of Life.

## Bildgalleri

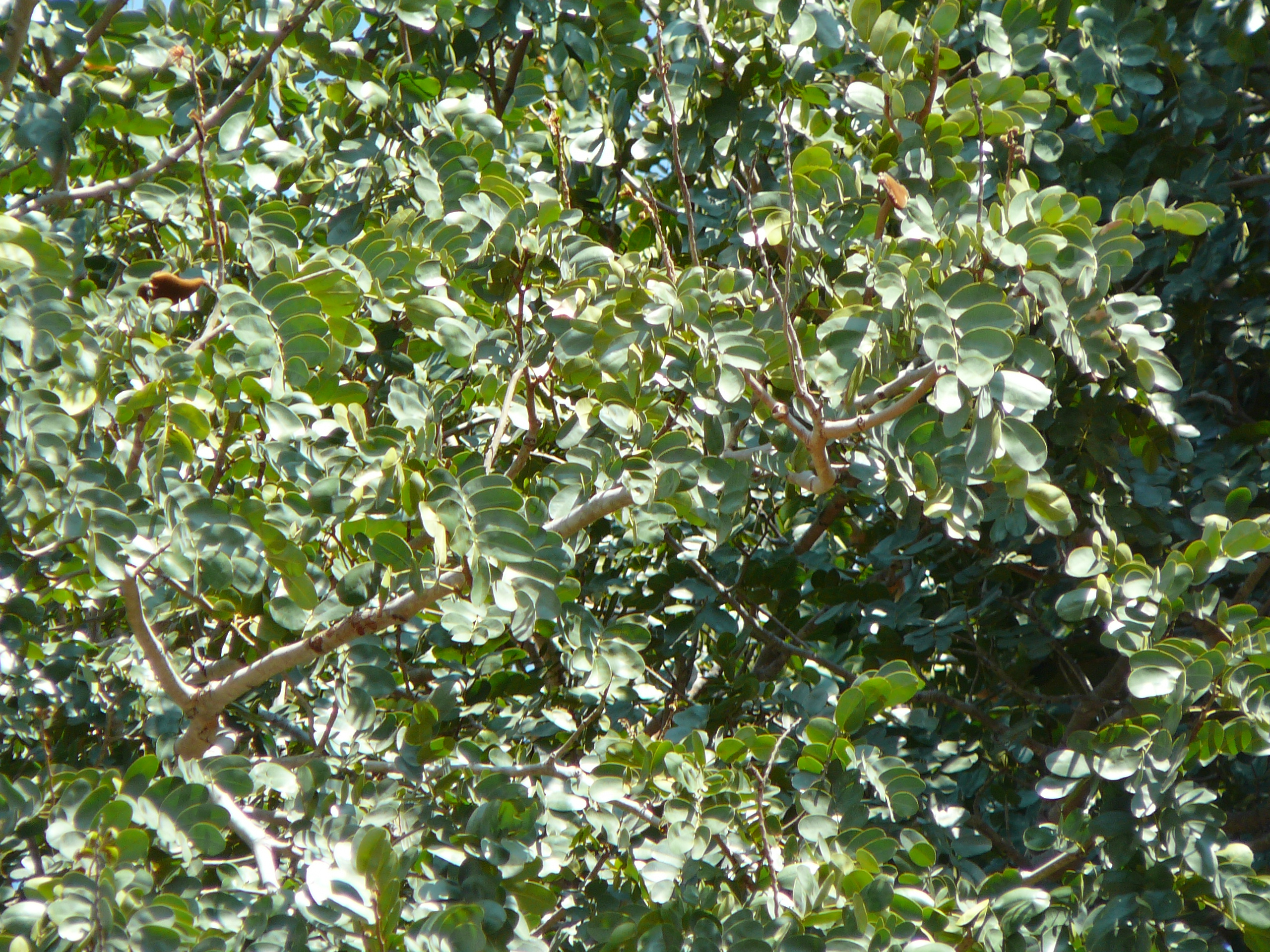